# Das Schwert von Monte Christo
Das Schwert von Monte Christo ist ein US-amerikanischer Abenteuerfilm aus dem Jahr 1951 mit George Montgomery und Rita Corday in den Hauptrollen. Das Drehbuch bediente sich Motiven aus dem ab 1844 erschienenen Abenteuerroman Der Graf von Monte Christo von Alexandre Dumas dem Älteren.

## Handlung
Zum Unmut der französischen Bevölkerung regiert Kaiser Napoleon III. diktatorisch. Sein Bruder Charles La Roche, der Premierminister, hat selber Ambitionen, den Thron zu besteigen. Dafür nutzt er seine Position, um Macht und Geld anzuhäufen. Napoleon erlässt aus Angst vor Attentaten ein Dekret, das La Roche erlaubt, die Rechte von verdächtigen Personen zu beschneiden. Der Minister erhält den Auftrag, Mitglieder einer Verschwörung zu entlarven. Helfen soll ihm dabei der Kommandant der Dragoner, Captain Renault, den er nicht leiden kann. Dennoch beginnen der als Frauenheld bekannte Offizier und der Minister mit der Untersuchung. Die beiden finden heraus, dass ein mysteriöser Maskierter die Bevölkerung gegen den Kaiser aufwiegelt. La Roche reitet mit den Dragonern nach Varenne, wo die Verschwörung begann.
Der Bürgermeister Henri Lubec nimmt an einem Treffen der Verschwörer im Keller einer Taverne teil. Dort stellt sich heraus, dass es sich bei dem Maskierten um eine Frau handelt, Lady Christianne, die vorgibt, im Besitz des berühmten Schwertes von Monte Christo zu sein. Der Graf von Monte Christo war der beste Freund ihres verstorbenen Vaters. Eine Inschrift auf dem Schwert verrät den Ort, an dem ein gewaltiger Schatz lagert. Mit diesem Schatz will Christianne eine Armee ausheben, die den Kaiser vom Thron stößt. Als die Dragoner die Taverne aufsuchen, zerstreuen sich die Verschwörer. Christianne zieht sich auf ihr Schloss zurück, wo sie mit ihrem Onkel, dem Marquis de Montableau, lebt. Lubec besucht Christianne, die ihm das legendäre Schwert zeigt. Der Marquis ist der Einzige, der die Inschrift entziffern und übersetzen kann. Allerdings will er, dass sich Christianne von der Politik fernhält und den Schatz als Mitgift nutzt. In diesem Moment erscheint Renault und nimmt Lubec fest, der vom Tavernenbesitzer als Mitglied der Verschwörung verraten wurde.
La Roche verhört den Bürgermeister, der den Aufenthaltsort des Schwerts verrät. Der Minister konfisziert das Schwert und lässt den darüber erzürnten Marquis einkerkern. Christianne legt ihre Maske an und kann das Schwert stehlen. In der Taverne erhält Renault von der Kellnerin Felice einen Hinweis. Felice ist eifersüchtig, weil sich Renault mehr für Christianne als für sie interessiert. Also erzählt sie ihm, dass Christianne mehr über den Maskierten weiß. Auf dem Weg zum Schloss entdeckt Renault einen Geheimgang, dazu die Maske und das Schwert. Als er darauf besteht, das Schwert dem Kaiser zu übergeben, will La Roche ihn und seine Dragoner durch seine eigenen Männer, den Lanzenreitern, festsetzen. Der Marquis weigert sich indessen, die Inschrift zu übersetzen. La Roche droht ihm die Folter an. Renault protestiert und wird, als die Lanzenreiter erscheinen, mit seinen Dragonern festgenommen.
In ihrer Maskierung reist Christianne nach Paris und sucht den Kaiser auf. Sie klärt ihn über La Roches Machenschaften auf. Mit Christianne reist Napoleon nach La Rheine und stellt dort La Roche zur Rede. Der kann sich mit einer Kopie des Schwertes rechtfertigen, so dass der Kaiser Christiannes Anschuldigungen zurückweist. In der Zwischenzeit hat der Marquis Renault zur Flucht verholfen. Der Offizier trifft auf Christianne und zusammen können sie Napoleon von La Roches Intrige überzeugen. Die Lanzenreiter setzen den Kaiser gefangen. La Roche fordert, dass Napoleon den Marquis zur Übersetzung der Inschrift bringt. Tatsächlich enthüllt der Marquis die Lage des Schatzes. La Roche eilt mit seiner Truppe zum Versteck, einem verlassenen Kloster. Renault und seine Dragoner können ausbrechen und die Lanzenreiter angreifen. Christianne hat sich den Dragonern angeschlossen und kämpft mit. Die Lanzenreiter werden besiegt, La Roche stürzt vom Klosterturm in den Tod. Der Schatz des Grafen von Monte Christo soll der Bevölkerung Frankreichs zugutekommen. Der Kaiser setzt die Bürgerrechte wieder ein, Renault und Christianne feiern mit einem Kuss.

## Produktion

### Hintergrund
Gedreht wurde der Film vom 11. September bis zum 6. Oktober 1950 in den Motion Picture Center Studios in Hollywood.
Der Film war der erste, der im SuperCineColor-Verfahren gefilmt wurde, einem Drei-Farben-Verfahren ähnlich wie Technicolor, nur günstiger.

### Stab
Martin Obzina oblag die künstlerische Leitung. Julia Heron war für das Szenenbild zuständig, Norma Koch für die Kostüme. Verantwortlicher Toningenieur war John R. Carter.

## Synchronisation
| Rolle                | Schauspieler      | Deutscher Synchronsprecher |
| -------------------- | ----------------- | -------------------------- |
| Cpt. Renault         | George Montgomery | Axel Monjé                 |
| Lady Christianne     | Rita Corday       | Edith Schneider            |
| Minister La Roche    | Berry Kroeger     | René Deltgen               |
| Major Nicolet        | William Conrad    | Hans-Albert Martens        |
| Henri Lubec          | Rhys Williams     | Eduard Wandrey             |
| Kaiser Napoleon III. | David Bond        | Alfred Balthoff            |
| Pepite               | Lillian Bronson   | Ursula Diestel             |
| Navarre              | Trevor Bardette   | Herbert Weißbach           |
| Mocquard             | George Baxter     | Dietrich Frauboes          |
| Chamberlain          | Kenneth MacDonald | Kurt Waitzmann             |
| Verschwörer          | George J. Lewis   | Erich Poremski             |

Anmerkung: Die kursiv geschriebenen Namen sind Rollen und Darsteller, die nicht im Abspann erwähnt wurden.

## Veröffentlichung
Die Premiere des Films fand am 1. März 1951 statt. In der Bundesrepublik Deutschland kam er am 6. März 1953 in die Kinos, in Österreich im Oktober 1953.

## Kritiken
Das Lexikon des internationalen Films schrieb: „Mantel- und Degen-Spektakel mit einigen überflüssigen Grausamkeiten, als vage Fortsetzung von Dumas' Roman inszeniert. Inszenatorisch und schauspielerisch belanglos.“
Die Filmzeitschrift Cinema befand den Film „arg billig.“